# Gallus Anonymus
Gallus Anonymus (varianta în poloneză: Gall Anonim) este numele tradițional atribuit autorului necunoscut al lucrării Gesta principum Polonorum (în latină, cu sensul de Faptele principilor polonezi). Gesta a fost scrisă în limba latină în jurul anului 1115.
Gallus este, în general, considerat ca fiind primul istoric care a descris Polonia în scrierile sale. Cronicile sale reprezintă un text obligatoriu pentru cursurile universitare de istoria Poloniei. Foarte puține se știu însă despre autorul acestei lucrări.

## Kromer
Singura sursă a existenței lui Gallus este o notă făcută de către prințul-episcop al Varmiei Marcin Kromer (1512-1589) pe marginea foliei 119 a manuscrisului Heilsberg. Nota conține următorul text în latină: Gallus hanc historiam scripsit, monachus, opinor, aliquis, ut ex proemiis coniicere licet qui Boleslai tertii tempore vixit („Gallus a scris această istorie, un călugăr care, în opinia mea, a trăit în timpul lui Boleslau al III-lea, după cum se poate deduce din prefață”). Nu se cunoaște dacă Kromer a folosit cuvântul "Gallus" ca pe un nume propriu sau ca o referință la cetățenia autorului (în perioada sa Gallus avea de obicei sensul de "un francez"), de asemenea nu se cunoaște pe ce anume s-a bazat prințul la identificarea acestuia.
Manuscrisul Heilsberg este unul din cele trei documente care pomenesc de Gesta și a fost scris între 1469 și 1471. De la mijlocul secolului al XVI-lea și până în secolul al XVIII-lea, acest manuscris s-a aflat în orașul Heilsberg (astăzi Lidzbark Warmiński, Polonia). Manuscrisul a fost publicat ulterior la cererea expresă a prințului-episcop de Varmia Adam Stanisław Grabowski (1698-1766).

## Origine
Autorul care a scris Gesta a oferit puține informații despre el însuși și de asemenea nu s-a scris nimic despre el în sursele contemporane cu acesta. Ceea ce a scris Gallus despre el însuși poate fi rezumat după cum urmează: Înainte de a merge în Polonia el a petrecut probabil ceva timp în Ungaria, unde s-a întâlnit cu ducele polonez Boleslau al III-lea, el a fost un pelerin, l-a venerat pe Sfântul Egidiu și cunoștea puține lucruri despre Scandinavia.
Istoricii sunt de acord că stilul literar folosit de Gallus indică o educație substanțială care era disponibilă doar nobililor și călugărilor; și că el ar fi fost un scriitor cu experiență, având probabil mai multe lucrări anterioare. Clericus de penna vivens ("clericul viu prin pana sa") este suspectat de Danuta Borawska și Marian Plezia că ar fi scris mai devreme Gesta Hungarorum (Faptele ungurilor) și Translatio Sancti Nicolai (Mutarea [relicvelor] Sfântului Nicolae). De asemenea se consideră că stilul său de scriere ar fi fost influențat de evoluțiile recente literare care au fost apoi comune doar în nordul Franței și în Țările de Jos.
Locul de naștere al lui Gallus este necunoscut, fiind emise mai multe teorii. Oamenii de știință tradiționali cred că acesta este francez (datorită numelui de Gallus), posibil din Franța sau Flandra. Plezia a sugerat că el este un călugăr din Mănăstirea Sf. Egidiu din Provența, Franța.
Unii cercetători au evidențiat că stilul lui Gallus de scriere se aseamănă cu cel al lui Hildebert de Lavardin și au crezut că Gallus a fost educat la Le Mans sau, potrivit lui Zathey, la Chartres sau la Bec în Normandia.

## Moștenire
Autorul anonim al Gestei a influențat cursul ulterior al istoriei Poloniei făcând ca autoritatea domnitorului exprimată prin vocea poporului să fie inferioară celei a lui Dumnezeu  (ca în proverbul latin "Vox populi, vox Dei").
Acest concept a consolidat tradițiile electorale ale polonezilor și tendințele acestora de nesupunere și de punere la îndoială a autorității. Prin intermediul Cronicilor lui Wincenty Kadłubek și ale Predicilor lui Stanisław din Skarbimierz, Gallus a contribuit la dezvoltarea unei "Libertăți de Aur" unice care ar fi caracterizat uniunea polono-lituaniană ai cărei regi erau aleși și astfel erau obligați să se supună parlamentului numit sejm walny.